# Aïn Larbi
Ain Larbi là một đô thị thuộc tỉnh Guelma, Algérie. Dân số thời điểm năm 2002 là 7.756 người.